# Kodumudi
Kodumudi là một thị xã panchayat của quận Erode thuộc bang Tamil Nadu, Ấn Độ.

## Địa lý
Kodumudi có vị trí 11°05′B 77°53′Đ / 11,08°B 77,88°Đ Nó có độ cao trung bình là 144 mét (472 feet).

## Nhân khẩu
Theo điều tra dân số năm 2001 của Ấn Độ, Kodumudi có dân số 12.669 người. Phái nam chiếm 50% tổng số dân và phái nữ chiếm 50%. Kodumudi có tỷ lệ 70% biết đọc biết viết, cao hơn tỷ lệ trung bình toàn quốc là 59,5%: tỷ lệ cho phái nam là 77%, và tỷ lệ cho phái nữ là 62%. Tại Kodumudi, 8% dân số nhỏ hơn 6 tuổi.